# Maria Holl
Maria Holl (1549 -Nördlingen, 1634) fue una posadera alemana víctima de una caza de brujas en Nördlingen. Se le encarceló en 1593 como presunta bruja. Al no haber confesado tras haber sido torturada 62 veces, fue liberada al año.

## Biografía
Maria Holl era hija del alguacil Jerg Löhlin de Altenstadt. Se casó con Michael Holl el 20 de mayo de 1586 en la catedral de Ulm. Se mudó con su marido a Nördlingen y se convirtió en ciudadana de la ciudad el 30 de mayo de 1587. Allí, la pareja abrió la posada Die goldene Krone en el mercado Weinmarkt.

En Nördlingen, Maria Holl fue acusada de brujería por celos debido al éxito de su negocio. María fue la primera de las mujeres acusadas de brujería que sobrevivió a la tortura. En total, fue torturada 62 veces. Constantemente afirmó ser de Dios y sus interrogadores no lograron hacerla confesar que tuviera un pacto con el diablo. Muchos ciudadanos la defendieron. El 11 de octubre de 1594 fue absuelta. 

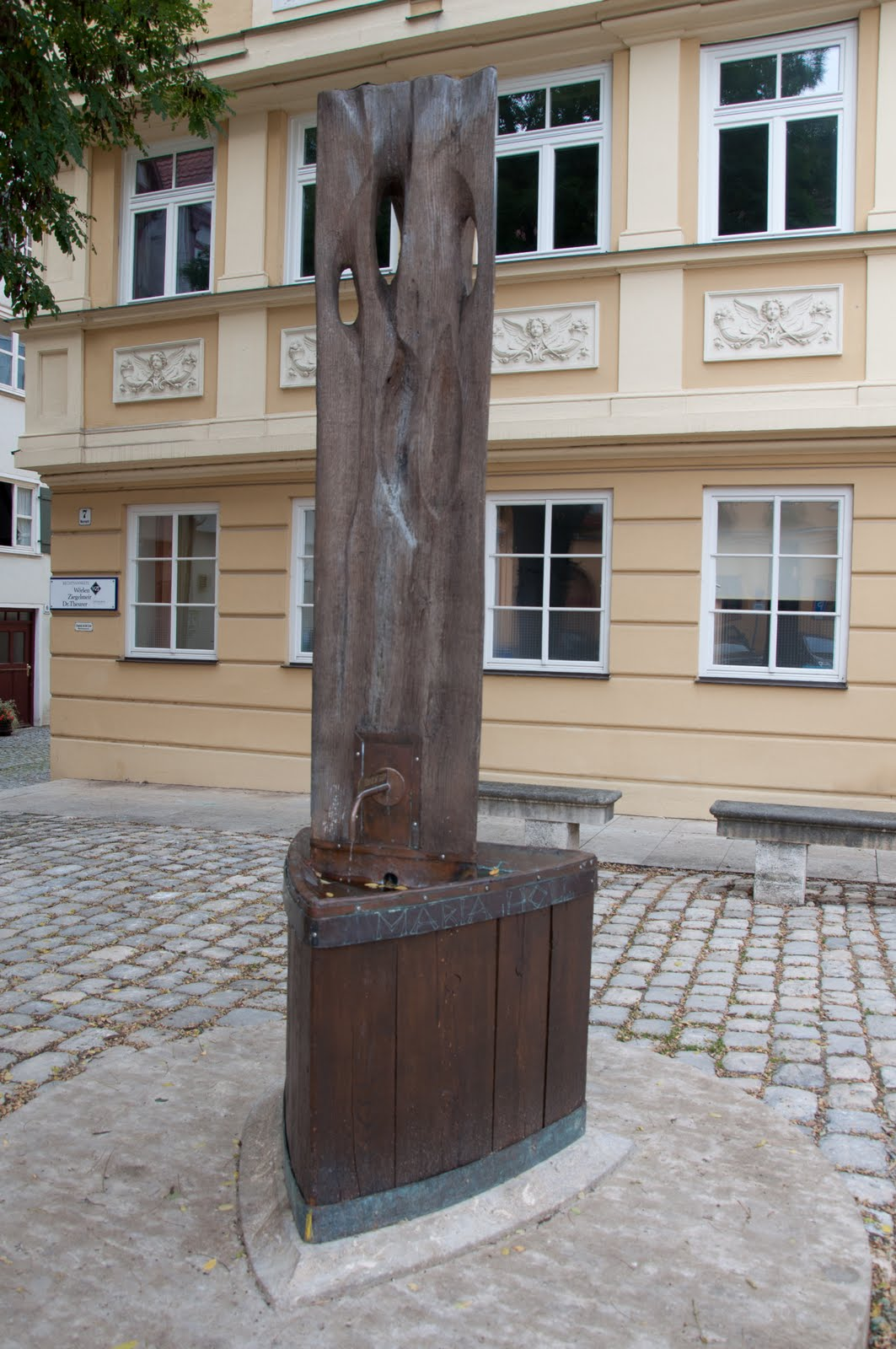
Fuente Maria Holl en Nördlinger Weinmarkt.

Su caso es uno de los últimos juicios por brujería en Nördlingen. Maria Holl sobrevivió a sus verdugos y se casó tres veces. Fue enterrada el 20 de septiembre de 1634 después de la batalla de Nördlingen.

## Legado
En la pared de su antigua posada en Weinmarkt 8 place, un panel informativo narra su vida con la siguiente cita:
«La posadera del Krone Maria Holl (hacia 1549-1634) fue detenida el 2 de noviembre de 1593 y encarcelada como presunta bruja. El 11 de octubre de 1594 fue liberada tras 62 torturas. Su determinación puso fin a la locura de la caza de brujas en Nördlingen.»
En 1996 se inauguró una fuente de madera donada por Emil Eigner en su honor. El material utilizado y la forma pretenden recordar a una pira. En 2010, la fuente fue restaurada por el escultor Rudolf Siegmayer de Wilburgstetten, gracias a una donación de la asociación Alt Nördlingen. En una inscripción podemos leer :
«Para conmemorar a la inquebrantable María Holl.»

## No ficción
- Wolfgang Behringer (1997). Hexenverfolgung in Bayern : Volksmagie, Glaubenseifer und Staatsräson in der Frühen Neuzeit (en alemán). R. Oldenbourg. ISBN 3-486-53903-5. OCLC 9265902.
- Gloria Eschbaumer (1983). Bescheidenliche Tortur. Der ehrbare Rat der Stadt Nördlingen im Hexenprozess 1593/94 gegen die Kronenwirtin Maria Holl (en alemán). Nördlingen: Greno.
- Gloria Rüdel-Eschbaumer (1998). Der Hexenprozeß Maria Holl mit Originalprotokollen aus dem Stadtarchiv Nördlingen vom Jahre 1593/94, c 1998 (en alemán). ISBN 3-927496-53-7. OCLC 76239510.
- Sonja Kinsler (2005). «Von der Prozessakte zur Heimatheldin. Wie die „Hexe“ Maria Holl zu ihrem Ruhm kam. ». Rieser Kulturtage (en alemán). Verl. Rieser Kulturtage. p. 205-211. ISBN 978-3-923373-59-8. OCLC 644607817..[6]
- Sonja Kinzler (2005). Zwischen Fortschrittsglaube und Fatalismus. Die Rezeption der Nördlinger Hexenprozesse im 19. und 20. Jahrhundert (en alemán). Nördlingen: Steinmeier. ISBN 3-936363-27-7.
- Dietmar-H. Voges (1997). «Nördlinger Hexenprozesse. Gesichtspunkte ihrer historischen Bewertung». Nördlingen seit der Reformation. Nördlingen seit der Reformation. Aus dem Leben einer Stadt (en alemán). Münich: Beck. p. 46-88 et 408–415. ISBN 978-3-406-43360-3.

### Ficción
- Frank Grupe : Maria Holl - caza de brujas en Nördlingen (obra). Nördlingen, 1998.
- [[{{{2}}}]] : La bruja de Nördlingen: El destino de María Holl. Novedoso. Stuttgart : Kullmann, 1949.
- juli zeh : Corpus Delicti. un proceso. Schöffling, Fráncfort del Meno 2009,ISBN 978-3-89561-434-7